# سيدريفت
سيدريفت (بالإنجليزية: Seadrift, Texas)‏ هي مدينة تقع بولاية تكساس في شمال شرق الولايات المتحدة. تبلغ مساحة هذه المدينة 3.3 (كم²)، وترتفع عن سطح البحر 3 م، بلغ عدد سكانها 1352 نسمة في عام 2000 حسب إحصاء مكتب تعداد الولايات المتحدة وتصل الكثافة السكانية فيها 418.2 نسمة/كم2.

## التركيبة السكانية
حدّد مكتب تعداد الولايات المتحدة بيانات التركيبة السكانية لسيدريفت في تعداد الولايات المتحدة. في ما يلي، التركيبة السكانية حسب تعدادي 2000 و2010.

### تعداد عام 2000
بلغ عدد سكان سيدريفت 1,352 نسمة بحسب تعداد عام 2000، وبلغ عدد الأسر 488 أسرة وعدد العائلات 348 عائلة مقيمة في المدينة. في حين سجلت الكثافة السكانية 342.3 نسمة لكل كيلومتر مربع (886.6/ميل2). وبلغ عدد الوحدات السكنية 652 وحدة بمتوسط كثافة قدره 165.1 لكل كيلومتر مربع (427.6/ميل2).
وتوزع التركيب العرقي للمدينة بنسبة 77.74% من البيض و0.89% من الأمريكيين الأفارقة و0.22% من الأمريكيين الأصليين و10.21% من الأمريكيين ذوي الأصول الآسيوية و7.91% من الأعراق الأخرى و3.03% من عرقين مختلطين أو أكثر و27.07% من الهسبانيون أو اللاتينيون من أي عرق.
بلغ عدد الأسر 488 أسرة كانت نسبة 41.4% منها لديها أطفال تحت سن الثامنة عشر تعيش معهم، وبلغت نسبة الأزواج القاطنين مع بعضهم البعض 57.2% من أصل المجموع الكلي للأسر، ونسبة 9.2% من الأسر كان لديها معيلات من الإناث دون وجود شريك،  بينما كانت نسبة 4.9% من الأسر لديها معيلون من الذكور دون وجود شريكة وكانت نسبة 28.7% من غير العائلات. تألفت نسبة 25.8% من أصل جميع الأسر من عدة أفراد يعيشون في نفس المنزل ونسبة 12.9% كانت تتألف من شخص يعيش بمفرده يبلغ من العمر 65 عاماً أو أكثر. وبلغ متوسط حجم الأسرة المعيشية 2.77، أما متوسط حجم العائلات فبلغ 3.34.
بلغ العمر الوسطي للسكان 34.4 عاماً. وكانت نسبة 32.8% من القاطنين تحت سن الثامنة عشر، وكانت نسبة 6.9% بين الثامنة عشر والرابعة والعشرين عاماً، ونسبة 25.7% كانت واقعةً في الفئة العمرية ما بين الخامسة والعشرين والرابعة والأربعين عاماً، ونسبة 21.2% كانت ما بين الخامسة والأربعين والرابعة والستين، ونسبة 13.5% كانت ضمن فئة الخامسة والستين عاماً فما فوق. يوجد لكل 100 أنثى 96.5 ذكر، ويوجد لكل 100 أنثى في الثامنة عشر من عمرها فما فوق 95.7 ذكر.
بلغ متوسط دخل الأسرة في المدينة 26,339 دولارًا، أما متوسط دخل العائلة فبلغ 31,010 دولارًا. وكان متوسط دخل الذكور 29,531 دولارًا مقابل 21,250 دولارًا للإناث. وسجل دخل الفرد الخاص بالمدينة 11,481 دولارًا. وكانت نسبة 20.6% من العائلات ونسبة 25.1% من السكان تحت خط الفقر، وكان من هؤلاء نسبة 33.6% تحت سن الثامنة عشر ونسبة 11.7% في الخامسة والستين من العمر وما فوق.

### تعداد عام 2010
بلغ عدد سكان سيدريفت 1,364 نسمة بحسب تعداد عام 2010، وبلغ عدد الأسر 496 أسرة وعدد العائلات 351 عائلة مقيمة في المدينة. في حين سجلت الكثافة السكانية 345.3 نسمة لكل كيلومتر مربع (894.3/ميل2). وبلغ عدد الوحدات السكنية 817 وحدة بمتوسط كثافة قدره 206.8 لكل كيلومتر مربع (535.6/ميل2).
وتوزع التركيب العرقي للمدينة بنسبة 81.74% من البيض و0.37% من الأمريكيين الأفارقة و0.66% من الأمريكيين الأصليين و6.38% من الأمريكيين ذوي الأصول الآسيوية و0.15% من سكان جزر المحيط الهادئ و8.94% من الأعراق الأخرى و1.76% من عرقين مختلطين أو أكثر و37.10% من الهسبانيون أو اللاتينيون من أي عرق.
بلغ عدد الأسر 496 أسرة كانت نسبة 35.7% منها لديها أطفال تحت سن الثامنة عشر تعيش معهم، وبلغت نسبة الأزواج القاطنين مع بعضهم البعض 54.8% من أصل المجموع الكلي للأسر، ونسبة 10.3% من الأسر كان لديها معيلات من الإناث دون وجود شريك،  بينما كانت نسبة 5.6% من الأسر لديها معيلون من الذكور دون وجود شريكة وكانت نسبة 29.2% من غير العائلات. تألفت نسبة 25.4% من أصل جميع الأسر من عدة أفراد يعيشون في نفس المنزل ونسبة 14.5% كانت تتألف من شخص يعيش بمفرده يبلغ من العمر 65 عاماً أو أكثر. وبلغ متوسط حجم الأسرة المعيشية 2.75، أما متوسط حجم العائلات فبلغ 3.32.
بلغ العمر الوسطي للسكان 38.4 عاماً. وكانت نسبة 27.4% من القاطنين تحت سن الثامنة عشر، وكانت نسبة 8% بين الثامنة عشر والرابعة والعشرين عاماً، ونسبة 22% كانت واقعةً في الفئة العمرية ما بين الخامسة والعشرين والرابعة والأربعين عاماً، ونسبة 27.2% كانت ما بين الخامسة والأربعين والرابعة والستين، ونسبة 15.4% كانت ضمن فئة الخامسة والستين عاماً فما فوق. وتوزع التركيب الجنسي للسكان بنسبة 52.2% ذكور و47.8% إناث.

## وصلات خارجية
- The US50 - Cities and Towns in Texas State